# 赴湯蹈火（歌曲）
赴湯蹈火（瑞典語：Genom Eld och Vatten）是一首由 Stina Jadelius和Mårten Eriksson編曲，作為瑞典民謠組合Sarek參加2003年瑞典旋律節的參賽歌曲，最後取得第6位的成績。這首歌於2003年3月30日進入瑞典最熱榜取得第四名，並於2003年4月6日達到最高排名第二。

## 迴響
雖然此曲未獲得2003年瑞典旋律節的冠軍，代表瑞典參與2003年歐洲歌唱大賽，但已經成為家傳戶曉的民謠歌曲。2025年3月，此曲入選瑞典旋律節名人堂。

## 榜單

### 周榜單
| 榜單（2003年）     | 最高排名 |
| ------------------ | -------- |
| 瑞典（瑞典最熱榜） | 3        |

### 年終榜
| 榜單（2003年）     | 排名 |
| ------------------ | ---- |
| 瑞典（瑞典最熱榜） | 12   |

## 其他版本
2024年1月，瑞典流行樂組合Estraden釋出了全新編曲的翻唱版本。
在2025年瑞典旋律節決賽中，音樂組合Medina表現了更為現代流行的版本。

## 外部連結
- Genom Eld och Vatten在瑞典媒體資料庫（SMDB）上的資料